# روبر دورفمن
روبر دورفمن (۳ مارس ۱۹۱۲ – ۱۱ اوت ۱۹۹۹) تهیه‌کننده فیلم در بین سال‌های ۱۹۵۰ تا ۱۹۷۰ بود. پدر او ژاک دورفمن نیز تهیه‌کننده فیلم اهل فرانسه بود.
آثار برجستهٔ او عبارتند از: تریستانا به کارگردانی لویس بونوئل، دایره سرخ به کارگردانی ژان پیر ملویل و پاپیون به کارگردانی فرانکلین جی شافنر.
جایزه سزار افتخاری در سال ۱۹۷۸ به دورفمن اهدا شد.

## برگزیده فیلم‌شناسی
- بدون گذاشتن نشانی (۱۹۵۱)
- خانه‌ای روی شن (۱۹۵۲)
- سکوت بزرگ (۱۹۶۸)
- پاپیون (۱۹۷۳)